# Mi adorado Juan
Mi adorado Juan és una pel·lícula espanyola de comèdia estrafolària i àcida del 1949 dirigida per Jerónimo Mihura Santos amb guió escrit pel seu germà Miguel Mihura i protagonitzada per Conchita Montes, Conrado San Martín i Juan de Landa.

## Sinopsi
L'estranya desaparició dels gossos dels seus veïns decideix Juan a investigar-ho. Totes les seves sospites recauen en una tal Eloísa, l'orgullosa filla d'un científic que usa als gossos per crear un antídot contra el somni. Juan és amic de tots perquè la seva única ocupació és fer favors a tots i dormir molt, amb el convenciment que qui dorm bé ha de ser una bona persona, sense la maldat i el rancor que dona el no dormir. D'aquesta forma s'aproxima a Eloisa i acaben enamorats.

## Repartiment
- Conchita Montes - Eloísa Palacios
- Conrado San Martín - Juan
- Juan de Landa - Sebastián
- Luis Pérez de León - Doctor Vidal
- Alberto Romea - Doctor Palacios
- José Isbert - Pedro
- Rafael Navarro - Doctor Manríquez
- Julia Lajos - Rosa
- Rosita Valero - Cambrera
- Leandro Alpuente - Antonio
- Modesto Cid - Criat
- José Ramón Giner - Paulino
- Eugenio Testa - Director

## Premis
La pel·lícula va aconseguir un premi econòmic de 250.000 ptes, als premis del Sindicat Nacional de l'Espectacle de 1949.